# 여수순천반란사건 (영화)
"여수순천반란사건"(麗水順天叛亂事件)은 한국에서 제작된 1948년 다큐멘터리 영화이다. 성동호 등이 제작에 참여하였다.